# 두 여자 (드라마)
《두 여자》는 1992년 8월 17일부터 1992년 9월 8일까지 방영된 MBC 월화드라마이며, 전 TBC-KBS PD 출신 심현우가 대표이사로 있었던 제일영상에서 처음 외주제작한 연속극이다.
한편, 이 드라마는 두 여자의 성격과 삶이 인연이나 숙명이라는 단어로 묶을 수 없을 만큼 지나치게 극단으로 치우쳤다는 비난을 받았고, 결국 기대 이하의 성적에 그쳤으며 작가 김수현은 이 드라마를 끝으로 MBC와 계약이 만료되면서 MBC를 떠났다.

## 출연진
- 김혜자 : 오혜정 역 (청년 : 오연수)
- 반효정 : 양영자 역 (청년 : 홍리나)
- 최정훈 : 안재형
- 김보연 : 김영혜
- 황인용
- 김성일
- 김인문
- 스티븐 로 : 아기[출처 필요]